# Conta-me como Foi
Conta-me como Foi é uma dramédia histórica produzida pela RTP e SP Televisão. A série estreou a 22 de abril de 2007, na RTP1.

## Adaptação
Foi adaptada da série de ficção espanhola Cuéntame cómo pasó, criada a partir da ideia original de Grupo Ganga Producciones. Tal como a primeira, também a versão portuguesa tem como objectivo retratar de forma bem humorada o ambiente socioeconómico desde os finais da década de 1960.

## Enredo
Baseando-se numa combinação de micro-história e macro-história, a ficção acompanha o quotidiano de uma família de classe média, os Lopes, que habitam um andar de um bairro social na Lisboa do final dos anos 60. António, o pai, Margarida, a mãe, Hermínia, a avó, Toni, Isabel e Carlos, os filhos, vivem com dificuldades financeiras, que ainda assim permitem a aventura de comprar uma televisão. Um "novo elemento da família" que vai ocupar lugar de destaque na casa dos Lopes.
É a voz adulta de Carlos, o filho mais novo, com 8 anos em 1968, que narra "Conta-me como foi". É através do seu olhar de criança, que nos é contada a história da família e também de factos sociais, económicos, políticos, episódios da História do país e do mundo desde o regime do Presidente de Conselho António Oliveira Salazar até ao revolucionário 25 de Abril.
Recorrendo a arquivos e reconstituições de conteúdos da rádio e da televisão, companheiros sempre presentes na sala e na vida dos Lopes, a narrativa de Carlos torna-se mais viva e mais autêntica.

### A família[3]
- A acção inicia-se em Março de 1968 e relata a vida de uma família lisboeta, de apelido Lopes, de classe média baixa, oriunda da província (a "terra"), que se debate todos os meses com dificuldades financeiras que, ainda assim, permitem a aventura da compra de uma televisão, mas que não deixam senão sonhar com a compra de um pequeno automóvel.
- A família Lopes é então composta pelo pai, António (Miguel Guilherme), que trabalha como escriturário no Ministério das Finanças mas, que por este emprego não lhe proporcionar condições económicas para sustentar toda a sua família, tem também uma actividade paralela numa tipografia. A mãe, Margarida (Rita Blanco), uma dona de casa que cose calças para fora, a avó, Hermínia (Catarina Avelar), a filha mais velha, Isabel (Rita Brütt), que trabalha no salão de cabeleireiro, o filho do meio, Toni (Fernando Pires), que estuda para entrar na Universidade e ser advogado, e finalmente, o filho mais novo, o Carlitos (Luis Ganito), que tem uma imaginação muito fértil.

### A época[3]
- Ao ser contada a história da família, acompanha-se também a evolução social, económica e política de Portugal e do mundo, recorrendo a referências no guião, a arquivos e a reconstituições de conteúdos de rádio e televisão.
- Acontecimentos marcantes na vida política, social e desportiva em Portugal e no mundo podem ser aqui descobertos, enquadrados com a trama de cada de episódio. Curiosidades, publicidades, programas de rádio e televisão, locutores e apresentadores e as imagens de Portugal de 1968 a 1974 marcam também presença para serem conhecidos pelos mais jovens e recordados pelos menos velhos.
- Problemas como o contraste entre classes sociais, a emancipação feminina, o marialvismo, o racismo, a prostituição, o aborto e a homossexualidade são retratados na série.
- Apresentam-se na história a evolução da moda, da roupa aos cabelos, as inovações tecnológicas, novos produtos, publicações periódicas, carros e motas… as coisas de um tempo em que telemóveis com máquina fotográfica não seriam mais do que simples alucinação futurista e em que os jovens pensavam no Festival da Canção em vez de em coloridas séries juvenis.
- Conta-me como foi retrata, acima de tudo, o modo de viver e pensar de uma sociedade ainda fechada sobre si, os papéis e as ambições sociais de homem e mulher, de jovens e idosos, os tabus de uma época e a gradual e desconfiada abertura a novas mentalidades.
- Assim sendo, Conta-me como foi tem o objectivo de retratar, em forma de ficção, a vida e o país desde 1968, mas sem espírito saudosista, sem abordagens moralistas, sem juízos de valor, sem tomar partido por nenhum lado da história, sem aspirações documentalistas. Possui a intenção de entreter, com a vontade de mostrar e dar a conhecer o passado, com a certeza de ser uma oportunidade descontraída de recordar, rever e reviver um tempo que faz parte da história pessoal de milhões de portugueses, incluindo até, a maioria dos actores que representam a série.

## Elenco e personagens
A Família Lopes:
- Miguel Guilherme – António Lopes (1926-)
- Rita Blanco – Maria Margarida Marques Lopes (1928-)
- Catarina Avelar – Hermínia Marques (1902-)
- Rita Brütt – Maria Isabel Marques Lopes (1948-)
- Fernando Pires – António José "Tóni" Marques Lopes (1950-)
- Luis Ganito – Carlos Manuel Marques Lopes (1960-)
- Beatriz Frazão - Susana Isabel Marques Lopes (1969-)

## Temporadas
| Produção | Produção | Episódios | Episódios | Temp. | Temp. | Episódios              | Transmissão Original   | Transmissão Original                        | Dia da semana       | Audiências (média dos episódios)     | Período histórico                                 | Adaptação e argumento                                                                            |
| Produção | Produção | Episódios | Episódios | Temp. | Temp. | Episódios              | Estreia de temp.       | Final de temp.                              | Dia da semana       | Audiências (média dos episódios)     | Período histórico                                 | Adaptação e argumento                                                                            |
| -------- | -------- | --------- | --------- | ----- | ----- | ---------------------- | ---------------------- | ------------------------------------------- | ------------------- | ------------------------------------ | ------------------------------------------------- | ------------------------------------------------------------------------------------------------ |
|          | 1        | 26        | 09        |       | 1     | 09                     | 22 de abril de 2007    | 22 de junho de 2007                         | Domingo             | 614 835 6,4% rating                  | março a setembro de 1968                          | Helena Amaral, Isabel Frausto e Fernando Heitor                                                  |
| 17       | 1        | 26        |           | 2     | 31    | 30 de setembro de 2007 | 15 de junho de 2008    | -                                           | Domingo             | outubro de 1968 a outubro de 1969    |                                                   | Helena Amaral, Isabel Frausto e Fernando Heitor                                                  |
|          | 2        | 26        | 14        | 2     | 31    | 30 de setembro de 2007 | 15 de junho de 2008    | -                                           | Domingo             | outubro de 1968 a outubro de 1969    |                                                   | Helena Amaral, Isabel Frausto e Fernando Heitor                                                  |
| 12       | 2        | 26        |           | 3     | 17    | 4 de janeiro de 2009   | 26 de abril de 2009    | 804 583 8,5% rating                         | Domingo             | novembro de 1969 a maio de 1970      |                                                   | Helena Amaral, Isabel Frausto e Fernando Heitor                                                  |
|          | 3        | 52        | 5         | 3     | 17    | 4 de janeiro de 2009   | 26 de abril de 2009    | 804 583 8,5% rating                         | Domingo             | novembro de 1969 a maio de 1970      |                                                   | Helena Amaral, Isabel Frausto e Fernando Heitor                                                  |
| 23       | 3        | 52        |           | 4     | 23    | 17 de outubro de 2009  | 16 de maio de 2010     | Sábado (até ep.09) e Domingo (restantes)    | 589 337 6,1% rating | junho de 1970 a maio de 1972         |                                                   | Helena Amaral, Isabel Frausto e Fernando Heitor                                                  |
| 24       | 3        | 52        |           | 5     | 24    | 14 de novembro de 2010 | 25 de abril de 2011    | Domingo (até ep.23) e Segunda-Feira (ep.24) | 674 292 7,0% rating | agosto de 1972 a 25 de abril de 1974 | Luís Filipe Borges, Nuno Duarte e Tiago R. Santos |                                                                                                  |
|          | 4        | 52        | 19        |       | 6     | 19                     | 7 de dezembro de 2019  | 25 de abril de 2020                         | Sábado              | 577 964 6,0% rating                  | 31 de dezembro de 1983 a novembro de 1984         | André Tenente, João Félix, Miguel Simal, Pedro Lopes, Marina Preguiça Ribeiro e Catarina Bizarro |
| 18       | 4        | 52        |           | 7     | 18    | 3 de outubro de 2020   | 30 de janeiro de 2021  | -                                           | Sábado              | dezembro de 1984 a março de 1986     |                                                   | André Tenente, João Félix, Miguel Simal, Pedro Lopes, Marina Preguiça Ribeiro e Catarina Bizarro |
| 15       | 4        | 52        |           | 8     | 15    | 3 de junho de 2023     | 16 de setembro de 2023 | -                                           | Sábado              | abril de 1986 a julho de 1987        |                                                   | André Tenente, João Félix, Miguel Simal, Pedro Lopes, Marina Preguiça Ribeiro e Catarina Bizarro |

## Gravações e cenários
- As gravações iniciaram-se em dezembro de 2006 e,terminaram em julho de 2009. Houve uma pausa nas gravações, em meados de 2008. A série conta com três produções gravadas, divididas em cinco temporadas, na qual a última (a 5.ª) terminou dia 25 de abril de 2011.
- O bairro da família Lopes, não existe na realidade. Todos os cenários, incluindo as ruas do bairro, foram instalados nos estúdios da Edipim, na Zona Industrial da Abrunheira, a cerca de 18 km de Lisboa, no concelho de Sintra. Os edifícios habitacionais e comerciais do "bairro" são caixas desmontáveis de PVC que foram instaladas num dos estúdios. Os restantes cenários interiores foram instalados em estúdios polivalentes, como acontece com todas as produções televisivas.
- As cenas do descampado, onde as crianças brincam, foram feitas próximo ao Parque Florestal de Monsanto, em Lisboa.
- Para a gravação do episódio "Morte Natural", tanto como o final do anterior e, o início do seguinte, na segunda produção, a equipa deslocou-se ao concelho de Melgaço em Castro Laboreiro, onde se reproduziu a aldeia dos Lopes, com nome fictício de "Ermidão". Também o episódio "Tempos Difíceis", da quarta temporada teve algumas cenas gravadas na aldeia, mas desta vez, só por Rita Blanco e Catarina Avelar.
- Foram usadas imagens do arquivo da RTP, da época retratada, de diversos locais tais como Lisboa, Porto, Coimbra, entre outros em Portugal e, também do estrangeiro, como Paris e Londres.
- Para retratar o período pós-25 de abril, em vez de se gravar uma nova temporada desta série, gravou-se uma nova, intitulada de Depois do Adeus. O seu enredo gira em torno de uma família portuguesa que vivia desafogadamente em Luanda, Angola e que, de um momento para outro é obrigada a recomeçar tudo do nada em Portugal, devido ao 25 de abril.

- Foi a primeira série de televisão em Portugal a ter disponível o serviço de audiodescrição nas emissões regulares da RTP1, para pessoas com deficiência visual.

## Prémios
- 2008 | ATV – Associação de Telespectadores

Prémio de Melhor Programa da Televisão Portuguesa em 2007
- 2010 | 1º Prémio Autores

Prémio de Melhor Programa de Ficção 2009 / Série
- 2014 | Prémios Lumen – RTP

Prémio de Melhor da Ficção de sempre da RTP

## Ficha técnica
| Cargo                       | 1.ª Produção                                    | 2.ª Produção                                    | 3.ª Produção                                                                                      | 4.ª Produção                                          |
| --------------------------- | ----------------------------------------------- | ----------------------------------------------- | ------------------------------------------------------------------------------------------------- | ----------------------------------------------------- |
| Direcção do Projeto         | Fernando Ávila                                  | Jorge Queiroga                                  | Patrícia Ferraz de Sequeira Sérgio Graciano                                                       | Hugo Xavier                                           |
| Realização                  | Fernando Ávila e Pedro Miguel                   | Jorge Queiroga                                  | Sérgio Graciano                                                                                   | Hugo Xavier e Paulo Brito                             |
| Direcção de Produção        | Cristina Soares                                 | Cristina Soares                                 | Cristina Soares                                                                                   | Francisco Barbosa                                     |
| Pesquisa e Consultoria      | Helena Matos                                    | Helena Matos                                    | Helena Matos                                                                                      | Helena Matos                                          |
| Adaptação, Guião e Diálogos | Fernando Heitor, Helena Amaral e Isabel Fraústo | Fernando Heitor, Helena Amaral e Isabel Fraústo | Fernando Heitor, Helena Amaral e Isabel Fraústo Luís Filipe Borges, Nuno Duarte e Tiago R. Santos | André Tenente, João Félix, Miguel Simal e Pedro Lopes |
| Figurinos                   | Rute Correia                                    | Rute Correia                                    | Rute Correia                                                                                      | Rute Correia                                          |
| Projecto Cenográfico        | António Casimiro                                | António Casimiro                                | António Casimiro                                                                                  | JSCV Hora do Lobo                                     |
| Cenografia e Decoração      | Clara Vinhais                                   | Clara Vinhais                                   | Clara Vinhais                                                                                     | Rui Francisco                                         |
| Som                         | Ricardo Correia                                 | Ricardo Correia                                 | Jorge Reis                                                                                        | Tomás Chaves                                          |
| Director de Fotografia      | Rui Prates                                      | Amílcar Carrajola                               | Miguel Trabucho                                                                                   | Amílcar Carrajola                                     |
| Edição                      | Mário Simões e Manuel Matias                    | Mário Simões e Manuel Matias                    | Mário Simões e Manuel Matias                                                                      | Tiago Costa                                           |